# Bjølstad
Bjølstad (eller Bjølstadmo) är en tätort i Sels kommun i Innlandet fylke i Norge. Orten ligger i landskapet Gudbrandsdalen, vid älven Sjoa, där fylkesväg 257 möter fylkesväg 2624 och fylkesväg 2636.
Tidigare har orten utgjort centralort i dåvarande Heidals kommun i Opplands fylke.